# Hebeloma aestivale
Hebeloma aestivale är en svampart som beskrevs av Vesterh. 1995. Enligt Catalogue of Life ingår Hebeloma aestivale i släktet fränskivlingar,  och familjen Strophariaceae, men enligt Dyntaxa är tillhörigheten istället släktet fränskivlingar,  och familjen buktryfflar. Arten är reproducerande i Sverige. Inga underarter finns listade i Catalogue of Life.